# Eoin Colfer
Eoin Colfer, irski pisatelj, * 14. maj 1965, Wexford, Irska.
Najbolj znan je kot avtor knjižne zbirke Artemis Fowl, največ del je napisal za otroke in mladino. Njegove romane primerjajo z deli pisateljice J. K. Rowling.
Leta 2001, ko je bila objavljena njegova prva knjižna svetovna uspešnica  Artemis Fowl, je opustil poklic učitelja in se posvetil samo pisanju. Nato se je uvrstil na New York Timesov seznam najbolje prodajanih knjig mladinske književnosti.